# Min Gud jag nu åkallar
Min Gud jag nu åkallar är en psalm i tio verser, som utgår från Psaltaren 100. Den är skriven av Haquin Spegel och publicerades först i "Spegels Psaltare" och togs med i den senare 1695 års psalmbok. 
Melodin används enligt 1697 års koralbok också till psalmerna Säg Herre, huru länge Wil tu förgäta migh (1695 nr 33), Till dig ur hjärtegrunden (1695 nr 100) och Jag lyfter mina händer (1695 nr 95) vilken i senare psalmböcker har flera olika melodivarianter.

## Publicerad som
- Nr 73 i 1695 års psalmbok under rubriken "Konung Davids Psalmer".